# Кларк, Марсия
Марсия Рейчел Кларк (англ. Marcia Rachel Clark), урождённая Марсия Рейчел Клекс (англ. Marcia Rachel Kleks); род. 31 августа, 1953 года) — американский прокурор, писатель и телевизионный корреспондент. Главный обвинитель в резонансном деле О. Джей Симпсона.

## Ранние годы жизни
Марсия Кларк родилась в 1953 году в калифорнийском городе Аламида, Калифорния в ортодоксальной иудейской семье. модели Розлин Клекс (урождённой Мазур) и выходца из Израиля Авраама Клекса, химика в Food and Drug Administration. Также у Марсии есть брат-инженер, который младше её на шесть лет. Из-за работы отца семья часто переезжала с места на место; в разное время Клексы жили в штатах Калифорния, Нью-Йорк, Мичиган и Мэриленд.

## Образование
Окончила Старшую школу имени Сьюзен Э. Вагнер (Статен-Айленд, Нью-Йорк)./ В 1976 году окончила Калифорнийский университет в Лос-Анджелесе со степенью в области политических наук, затем получила докторскую степень в Юго-Западной школе права.

## Карьера

### Прокурор
В 1979 году Кларк была принята в Коллегию адвокатов Калифорнии. В 1981 году стала прокурором; до этого два года занималась частной практикой и работала в качестве общественного защитника Лос-Анджелеса. В последующие годы работала заместителем окружного прокурора округа Лос-Анджелес; в этот период её наставником был прокурор Харви Гисс.
В 1991 году Кларк была обвинителем на процессе Роберта Джона Бардо, обвиняемого в убийстве актрисы Ребекки Шеффер. Наибольшую известность ей принесло дело футболиста и актёра О. Джея Симпсона, обвинявшегося в 1995 году в убийстве своей жены Николь Браун-Симпсон и её приятеля Рона Голдмана; на этом процессе она была главным обвинителем. Деятельность Кларк в ходе этого процесса получила неоднозначную оценку; в частности, Винсент Буглиози в своей книге «Возмущение: Пять причин, почему оправдали О. Джея Симпсона» прямо обвиняет её в некомпетентности.
В ходе процесса Кларк пользовалась значительным вниманием со стороны СМИ. Первоначально журналисты описывали её как «мрачную, лишённую чувства юмора, даже злую» (англ. grim, humorless, even angry), а один из них посоветовал ей «говорить мягче, одеваться менее строго и носить одежду пастельных тонов» (англ. talk softer, dress softer, wear pastels). Впоследствии Кларк сделала химическую завивку, что улучшило отношение к ней со стороны СМИ: Лос-Анджелес Таймс написала, что в новом образе она выглядит как Сигурни Уивер, только более профессионально (англ. Sigourney Weaver, only more professional). По мнению газеты The New York Times, «смена образа прошла не совсем гладко. Порой госпожа Кларк колеблется между старым и новым образом, вновь становясь формальной и жёсткой» (англ. The transformation was not entirely seamless. At times Ms. Clark lurched between her new and former self, showing occasional signs of formality and stiffness). Сама Кларк назвала внимание СМИ к процессу Симпсона и к своей персоне в частности «судебным адом» (англ. the hell of the trial), а свою популярность в СМИ охарактеризовала как «полученную страшным способом» (англ. famous in a way that was kind of terrifying).

### Корреспондент и писатель
После дела О. Джея Симпсона Марсия Кларк оставила юридическую практику. После ухода из профессии она часто появлялась на телевидении, в частности — была специальным корреспондентом программы Entertainment Tonight, где вела прямые трансляции с ряда громких судебных процессов, а также с церемоний вручения престижных премий, таких как «Эмми», и была приглашённым адвокатом в недолго просуществовавшем судебном шоу «Доверенность». Кроме того, в эфире телеканала Headline News она комментировала дело Кейси Энтони, а в эфире CNN — дело Джорджа Циммермана.
Также Кларк получила некоторую известность как писатель и сценарист. Вскоре после окончания юридической карьеры она, в соавторстве с Терезой Карпентер, написала книгу о деле Симпсона «Без сомнений» (англ. Without a Doubt), получив за неё гонорар 4,2 миллиона долларов. Впоследствии она стала автором двух серий детективных романов — «Рэйчел Найт» (англ. Rachel Knight) и «Саманта Бринкмен» (англ. Samantha Brinkman). В первую серию, посвящённую прокурору округа Лос-Анджелес Рэйчел Найт, входят книги «Виновность по ассоциации» (англ. Guilt By Association; 2011),, «Виновность по степени» (англ. Guilt By Degrees; 2012) , «Амбиции убийцы» (англ. Killer Ambition; 2013), и Состязание (англ. The Competition; 2014). Роман «Виновность по ассоциации» был в 2014 году адаптирован каналом ТНТ как пилотная серия сериала. Серия Саманта Бринкмен посвящена одноимённой женщине-адвокату, в неё входят книги «Кровавая защита» (англ. Blood Defence; 2016) и «Моральная защита» (англ. Moral Defense; 2016). На основе серии планируется снять сериал на канале NBC, Кларк выступит одним из соавтором сценария.
«Я пристрастилась к детективным историям с самого рождения, и сочиняла их с 4-5 лет» — говорит сама Кларк о своём занятии литературой. По признанию самой Кларк, она никогда не хотела быть писательницей: «как юрист, я пришла к пониманию, что умение рассказывать истории играет важную роль в суде. Поэтому мне кажется, что при сочинении историй я лишь использую свои инстинкты» (англ. As a lawyer, I came to understand early that storytelling plays a very important part when you address a jury. So I guess my instincts have always kind of been there when it comes to weaving a narrative). Среди книг, повлиявших на неё, она называет серии «Нэнси Дрю» и «Братья Харди», прочитанные ей в детстве.
Кроме телевизионной и писательской карьеры, Кларк также ведёт колонку в жанре «true crime» в The Daily Beast. Также она попробовала себя в качестве сценаристки, написав сценарий пилотной серии сериала «Пограничье» (англ. Borderlands), который был приобретён телеканалом FX, но так и не был снят.

## Отражение в культуре
- В августе 2013 года в эпизоде «Теперь вы видите меня, а теперь — нет» (англ. Now You See Me, Now You Don't) сериала «Милые обманщицы» появился персонаж-адвокат Сидни Барнс, чей образ был списан с Кларк[30].
- В 2015 году пародия на Кларк появилась в сериале Несгибаемая Кимми Шмидт: роль персонажа по имени Марсия исполнила Тина Фей[31][32]. За эту роль Фей была номинирована на премию «Эмми» в категории «Лучшая приглашённая актриса в комедийном телесериале»[33].
- В 2016 году вышел документальный мини-сериал О. Джей: Сделано в Америке, где Кларк появилась в качестве одного из действующих лиц[34][35].
- В вышедшем в 2016 году сериале Народ против О. Джея Симпсона: Американская история преступлений роль Кларк исполнила Сара Полсон. За эту роль она получила премию «Эмми» за лучшую женскую роль в мини-сериале или фильме и премию «Золотой глобус»[36][37]. На церемонии вручения «Эмми» Кларк присутствовала вместе с Полсон[36].

Журнал Vanity Fair назвал Марсию Кларк героиней феминизма (англ. feminist hero).

## Личная жизнь
В 17-летнем возрасте, во время путешествия в израильский город Эйлат Кларк была изнасилована; этот случай оказал большое влияние на её желание стать юристом.
В 1976 году Кларк вышла замуж за Габриэля Горовица (англ. Gabriel Horowitz), израильского профессионального игрока в нарды, с которым познакомилась во время учёбы в Калифорнийском университете. Детей в этом браке не было. В 1980 году супруги развелись; развод оформили в Мексике по ускоренной процедуре. Во время дела Симпсона Горовиц привлёк определённое внимание СМИ после того, как он (либо его мать) выложил в интернет интимные фото Кларк.
В 1980 году она вышла замуж за Гордона Кларка англ. Gordon Clark), программиста и системного администратора, работавшего в Церкви саентологии. В 1995 году они развелись; от этого брака остались два сына, 1990 и 1992 годов рождения. Во время дела Симпсона Гордон Кларк требовал предоставить ему право опеки над детьми, так как его бывшая жена проводила много времени на судебных заседаниях и не могла полноценно заниматься детьми.
Ныне Кларк не считает себя религиозным человеком, хотя в прошлом имела связи с различными религиями. Её первая свадьба прошла в традициях консервативного иудаизма. До 1980 года она была прихожанкой Церкви саентологии, откуда вышла после второго замужества.
Ныне Марсия Кларк проживает в калифорнийском городе Калабасас.

## Избранная фильмография
| Год  |   | Русское название | Оригинальное название | Роль        |
| ---- | - | ---------------- | --------------------- | ----------- |
| 2013 | с | Милые обманщицы  | Pretty Little Liars   | Сидни Барнс |

### Документальные книги
- Without a Doubt with Тереза Карпентер[англ.] (1997). Viking Press. ISBN 978-0-670-87089-9

### Художественные книги

#### Серия «Рэйчел Найт»
- Guilt By Association (2011). Mulholland Books[англ.]. ISBN 978-0-316-12951-0
- Guilt By Degrees (2012). Mulholland Books. ISBN 978-0-316-12953-4
- Killer Ambition (2013). Mulholland Books. ISBN 978-0-316-22094-1
- The Competition (2014). Mulholland Books. ISBN 978-0-316-22097-2
- «If I’m Dead: A Rachel Knight Story» (2012). Mulholland Books. Digital.
- «Trouble in Paradise: A Rachel Knight Story» (2013). Mulholland Books. Digital.

#### Серия «Саманта Бринкман»
- Blood Defence[англ.] (2016). Thomas & Mercer[англ.]. ISBN 978-1-503-93619-5
- Moral Defense (2016). Thomas & Mercer. ISBN 978-1-503-93977-6